# Anthony Perkins
Anthony Perkins (ur. 4 kwietnia 1932 w Nowym Jorku, zm. 12 września 1992 w Hollywood) – amerykański aktor, a także reżyser i piosenkarz.
Laureat Złotego Globu dla najbardziej obiecującego debiutanta za rolę Josha Birdwella w dramacie historycznym Williama Wylera Przyjacielska perswazja (1956), która przyniosła mu także nominację do Oscara dla najlepszego aktora drugoplanowego. Odtwórca roli Normana Batesa w kultowym dreszczowcu Alfreda Hitchcocka Psychoza (1960), za którą był nominowany do nagrody Bambi. 8 lutego 1960 otrzymał dwie gwiazdy w Alei Gwiazd w Los Angeles znajdującą się przy 6801 (telewizja) i 6821 Hollywood Boulevard (film).

## Wczesne lata
Urodził się na nowojorskim Manhattanie jako syn Janet Esselstyn (z domu Rane) i aktora Jamesa Ridleya Osgooda Perkinsa. Jego rodzina miała pochodzenie angielskie, irlandzkie, holenderskie i niemieckie. Jego pradziadek ze strony ojca, Andrew Varick Stout Anthony (1835–1906), zajmował się profesjonalnym grawerowaniem w drewnie. Perkins był potomkiem pasażera statku Mayflower, Johna Howlanda (ok. 1591–1672/3).
Jego ojciec był wziętym aktorem odnoszącym sukcesy na Broadwayu i częściej niż w domu przebywał na scenie. Wychowaniem zajęła się matka przy pomocy francuskiej niani Jeanne, której Tony zawdzięczał bardzo dobrą znajomość języka francuskiego. Pod nieobecność ojca, matka zaczęła wywierać ogromny wpływ na życie małego Tony’ego. „Stałem się nienormalnie bliski mojej matce” - wspominał w 1983 na łamach magazynu „People”. Motyw silnej więzi matki i syna często powraca w filmach z jego udziałem. W jednym z wywiadów przyznał, że bywał zazdrosny o własnego ojca. Chciał mieć matkę tylko dla siebie. Jednocześnie czuł, że musi się od niej odciąć. Mówił, że łączyła go bliska więź z dominującą matką. I na różnych różnych etapach życia czuł potrzebę uwolnienia się od niej. 
Miał pięć lat, gdy we wrześniu 1937 zmarł jego ojciec w wyniku zawału serca. Tony miał ogromne poczucie winy po śmierci ojca.  Perkins spędzał czas w otoczeniu kobiet, bliższych i dalszych przyjaciółek jego matki. Z czasem matka zaczęła przekraczać cielesne granice syna. „Ciągle mnie dotykała i pieściła. Nie zdając sobie sprawy, jaki efekt wywierała na dorastającym chłopcu” – wspominał. Jako nastolatek zaczął silniej odczuwać brak ojca. Uczęszczał do szkoły dla chłopców Buckingham Browne & Nichols School w Cambridge w Massachusetts. Z czasem odkrył w sobie pasję do aktorstwa. Występował w szkolnych przedstawieniach. Naukę kontynuował w Rollins College w Winter Park na Florydzie, a następnie przeniósł się na Uniwersytet Columbia. 

## Kariera
W kinie debiutował jeszcze jako student w roli Freda Whitmarsha w komediodramacie George’a Cukora Aktorka (1953) u boku Spencera Tracy i Jean Simmons. W 1954 trafił na Broadway w roli młodego i wrażliwego Toma Lee, ucznia szkoły przygotowawczej w Nowej Anglii, piętnowanego w swoim środowisku za skłonności homoseksualne w sztuce Herbata i sympatia w reżyserii Elii Kazana, za którą zdobył nagrodę Theatre World. Wziął udział w przesłuchaniu do filmu Na wschód od Edenu, ale ostatecznie rolę zagrał James Dean.
Po występie w filmie Williama Wylera Przyjacielska perswazja (1956) z udziałem Gary’ego Coopera i Dorothy McGuire, zdobył Złoty Glob i nominację do Oscara. W westernie Anthony’ego Manna Gwiazda szeryfa (1957) przyjął rolę niedoświadczonego szeryfa Bena Owensa. W melodramacie przygodowym Mela Ferrera Zielone domostwa (1959) pojawił się jako Abel, który w dżungli Wenezueli spotyka dziwną dziewczynę (Audrey Hepburn) z lasu i zakochuje się w niej. W komedii romantycznej Joshuy Logana Duby smalone (1960) został obsadzony w roli Raya Blenta, honorowego studenta i gwiazdy koszykówki, który nawiązuje romans z cheerleaderką (Jane Fonda). W postapokaliptycznym dramacie fantastycznonaukowym Stanleya Kramera Ostatni brzeg (1959) z Gregorym Peckiem, Fredem Astaire i Avą Gardner pojawił się jako komandor porucznik Peter Holmes Royal Australian Navy.
Był dwukrotnie nominowany do Tony Award – w 1958 jako Eugene Gant w sztuce Thomasa Claytona Wolfe’a Spójrz ku domowi, aniele i w 1960 za rolę Gideona Briggsa w musicalu Franka Loessera Greenwillow.
Hollywoodzcy producenci obsadzali go często w rolach młodych amantów lub uroczych chłopcach z sąsiedztwa. Był brany pod uwagę do roli saksofonisty Joego, który ukrywa się w kobiecym przebraniu jako Josephine / Shell Oil Junior, a Franka Sinatrę rozważano do roli jego towarzysza w komedii kryminalnej Billy’ego Wildera Pół żartem, pół serio (1959) z Marilyn Monroe; jednak Paramount Pictures zabronił Perkinsowi przyjęcia tej roli. Dopiero Alfred Hitchcock pomógł mu przełamać zaszufladkowanie i obsadził go w roli socjopatycznego mordercę Normana Batesa w Psychozie (1960). Film odniósł spektakularny sukces, a Perkins dzięki tej kreacji stał się rozpoznawalnym, aktorem charakterystycznym. Jednak wbrew oczekiwaniom, kojarzony był z postacią psychopatycznego zabójcy.
Za postać Philipa Van der Besha w melodramacie Anatole’a Litvaka Żegnaj ponownie (Aimez-vous Brahms?, 1961) z Ingrid Bergman otrzymał nagrodę za pierwszoplanową rolę męską na 14. Festiwalu Filmowym w Cannes i David di Donatello dla najlepszego aktora zagranicznego. Chcąc odciąć się od Psychozy wyjechał do Francji, gdzie zagrał Johnny’ego Parsonsa w dramacie kryminalnym André Cayatte’a Miecz i waga (Le Glaive et la balance, 1962) u boku Jeana-Claude’a Brialy i Renato Salvatoriego. W dramacie Anatole’a Litvaka Za pięć mil północ (Le Couteau dans la plaie, 1962) był przesadnie zazdrosnym mężem Sophii Loren. Orson Welles zaangażował go do roli Josepha K. w adaptacji powieści Franza Kafki Proces (1962). W 1962 i 1963 zdobył nominację do statuetki Bravo Otto dla najlepszego aktora, przyznawanej przez niemiecki dwutygodnik dla młodzieży „Bravo”.
Perkins przeszedł do historii kina jako pierwszy amerykański aktor, który zagrał ukochanego Brigitte Bardot we francusko–włoskiej komedii Édouarda Molinaro Czarująca idiotka (Une ravissante idiote, 1964) z czasów zimnej wojny, gdzie fabuła opowiadała o rosyjskim szpiegu  Nicholasie Siergiejewiczu Maukouline (Perkins), który zatrudnia piękną, ale tępą Penelope Lightfeather (Bardot) jako swoją wspólniczkę w zdobywaniu tajnych dokumentów. Poza planem filmowym Perkins czuł się niekomfortowo w obecności Bardot i odrzucał zaproszenia do jej apartamentu.
W 1970 był reżyserem spektaklu off-Broadwayowskiego Łaźnia parowa, w którym wystąpił jako Tandy. W ekranizacji Paragrafu 22 (1970) w reż. Mike’a Nicholsa pojawił się jako Tappman. Jako współscenarzysta dramatu kryminalnego Ostatnie słowo Sheili (The Last of Sheila, 1973) w reż. Herberta Rossa z udziałem Richarda Benjamina, Dyan Cannon i Raquel Welch wspólnie ze Stephenem Sondheimem został uhonorowany Nagrodą im. Edgara Allana Poego. Wystąpił w roli Hectora McQueena w adaptacji Morderstwo w Orient Ekspresie (1974) w reż. Sidneya Lumeta. W 1975 odniósł sukces na Broadwayu w roli psychiatry Martina Dysarta w sztuce Petera Shaffera Equus z Thomasem Hulce. W telewizyjnej adaptacji CBS powieści Wiktora Hugo Nędznicy (Les Misérables, 1978) z Richarden Jordanen trafił do obsady jako Javert.
Po występie jako wielebny James North w miniserialu Nine Network Dożywotnie zesłanie (For the Term of His Natural Life, 1983) opartym na klasycznej powieści Marcusa Clarke’a z 1874, powrócił do roli Normana Batesa w filmie Richarda Franklina Psychoza II (1983) z Meg Tilly. W dreszczowcu erotycznym Kena Russella Zbrodnie namiętności (1984) zagrał rolę szalonego kaznodziei, wielebnego Petera Shayne’a, który postanawia ocalić duszę prostytutki (Kathleen Turner) i prześladuje ją wszędzie. Spróbował swoich sił jako reżyser Psychozy III (1986), za który zdobył dwie nominacje do Nagrody Saturna w kategoriach najlepszy horror i najlepszy aktor. Wcielił się w postać Talleyranda w miniserialu historycznym ABC Napoleon i Józefina (Napoleon and Josephine: A Love Story, 1987) z Armandem Assante i Jacqueline Bisset. W slasherze Na krawędzi szaleństwa (Edge of Sanity, 1989) na motywach noweli Roberta Louisa Stevensona z Glynis Barber zagrał dręczonego wizjami traumy seksualnej z dzieciństwa doktora Henry’ago Jekylla, który uzależnia się od kokainy i przemienia się w punkowca z lat 80. Jacka „Kubę Rozpruwacza” Hyde’a. W telewizyjnym filmie Micka Garrisa Psychoza IV: Początek (1990) zgodził się przyjąć po raz czwarty rolę Normana Batesa. Perkins po raz pierwszy w swojej karierze został obsadzony w roli wampira księcia Konstantyna w telewizyjnym horrorze CBS Córka mroku (Daughter of Darkness, 1990) z Mią Sarą i otrzymał 200 tys. dolarów za czterotygodniowe zdjęcia. W 1991 na 39 edycji Festiwalu Filmowym w San Sebastián otrzymał nagrodę Donostia za całokształt twórczości. W telewizyjnym dreszczowcu NBC Zbrodnia doskonała/Morderca z głębi lasu (In the Deep Woods, 1992) z Rosanną Arquette wystąpił w roli tajemniczego Paula Millera, który podaje się za prywatnego detektywa.

## Życie prywatne

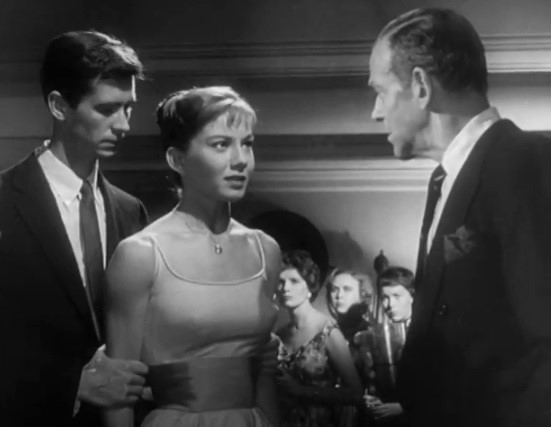
Perkins, Donna Anderson i Fred Astaire w filmie Ostatni brzeg (1959)

Był biseksualistą. Uchodził za bardzo nieśmiałą osobę, szczególnie w relacji z kobietami. Zgodnie z biografią napisaną przez Charlesa Winecoffa, Perkins miał romans z aktorem Tabem Hunterem (1956–58), tancerzem Rudolfem Nuriejewem, kompozytorem i literatem Stephenem Sondheimem (1972), aktorem Nickiem Adamsem, tancerzem/choreografem Groverem Dale (1967–73) i fotografem Christopherem Makosem (1983). Swoje pierwsze intymne heteroseksualne doświadczenie miał w wieku 39 lat z aktorką Victorią Principal (1971–72), podczas gdy pracował nad westernem Sędzia z Teksasu (1972).
9 sierpnia 1973 zawarł związek małżeński z fotografką Berinthią „Berry” Berenson. Mieli dwóch synów: aktora Osgooda „Oza” Roberta (ur. 2 lutego 1974) i muzyka Elvisa Brooke’a (ur. 9 lutego 1976).

### Śmierć
Zmarł 12 września 1992 w swoim domu w Los Angeles w wieku 60 lat z powodu powikłań związanych z AIDS.